# Catigbian
Catigbian (Bayan ng Catigbian) är en kommun i Filippinerna. Kommunen tillhör provinsen Bohol och ligger på ön med samma namn. Folkmängden uppgår till 21 461 invånare.

## Barangayer
Catigbian är indelat i 22 barangayer.
| - Alegria - Ambuan - Baang - Bagtic - Bonbong - Cambailan - Candumayao - Kang-iras | - Causwagan Norte - Hagbuaya - Haguilanan - Libertad Sur - Liboron - Mahayag Norte - Mahayag Sur | - Maitum - Mantasida - Poblacion - Poblacion Weste - Rizal - Sinakayanan - Triple Union |

## Bildgalleri

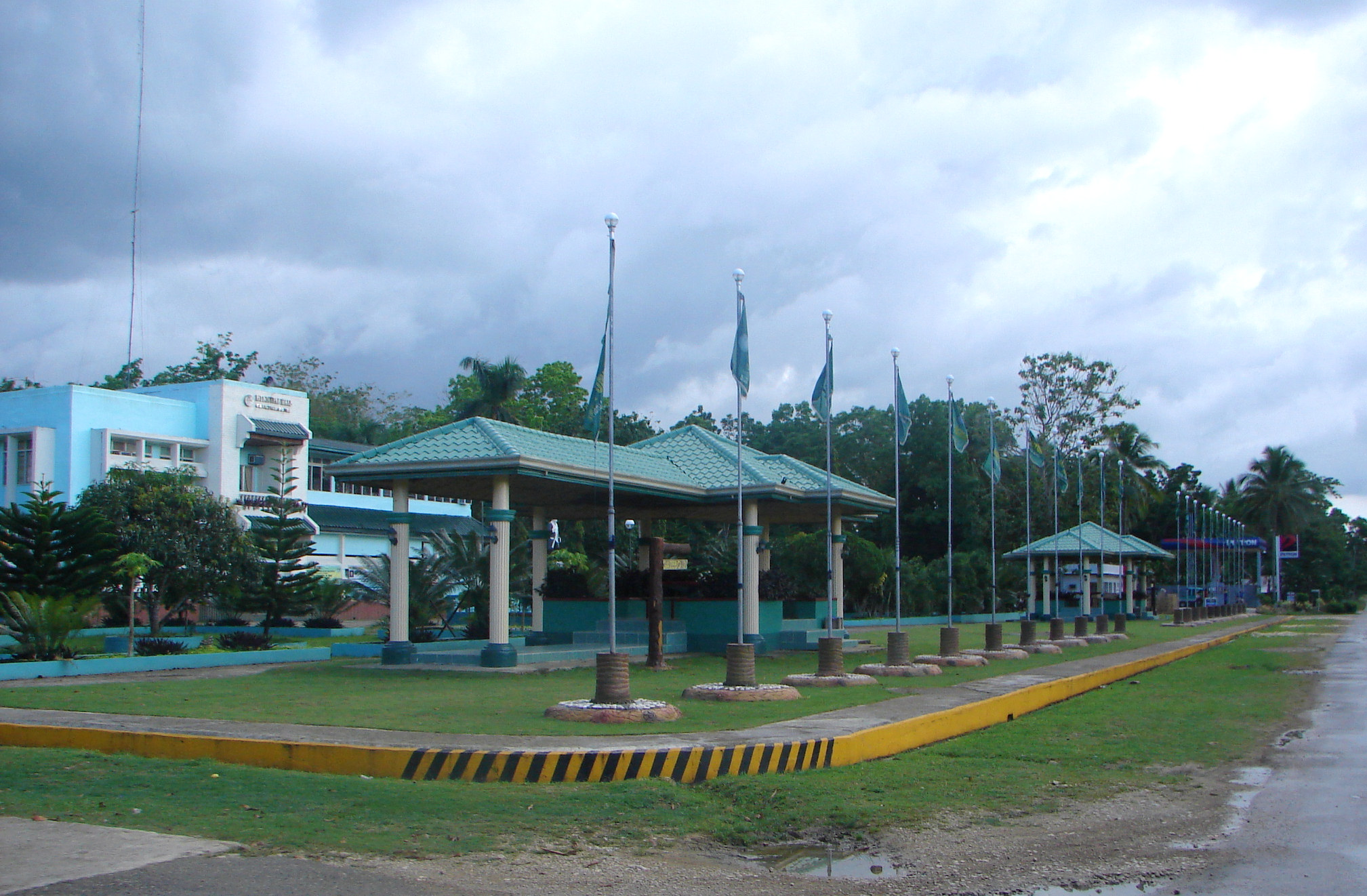
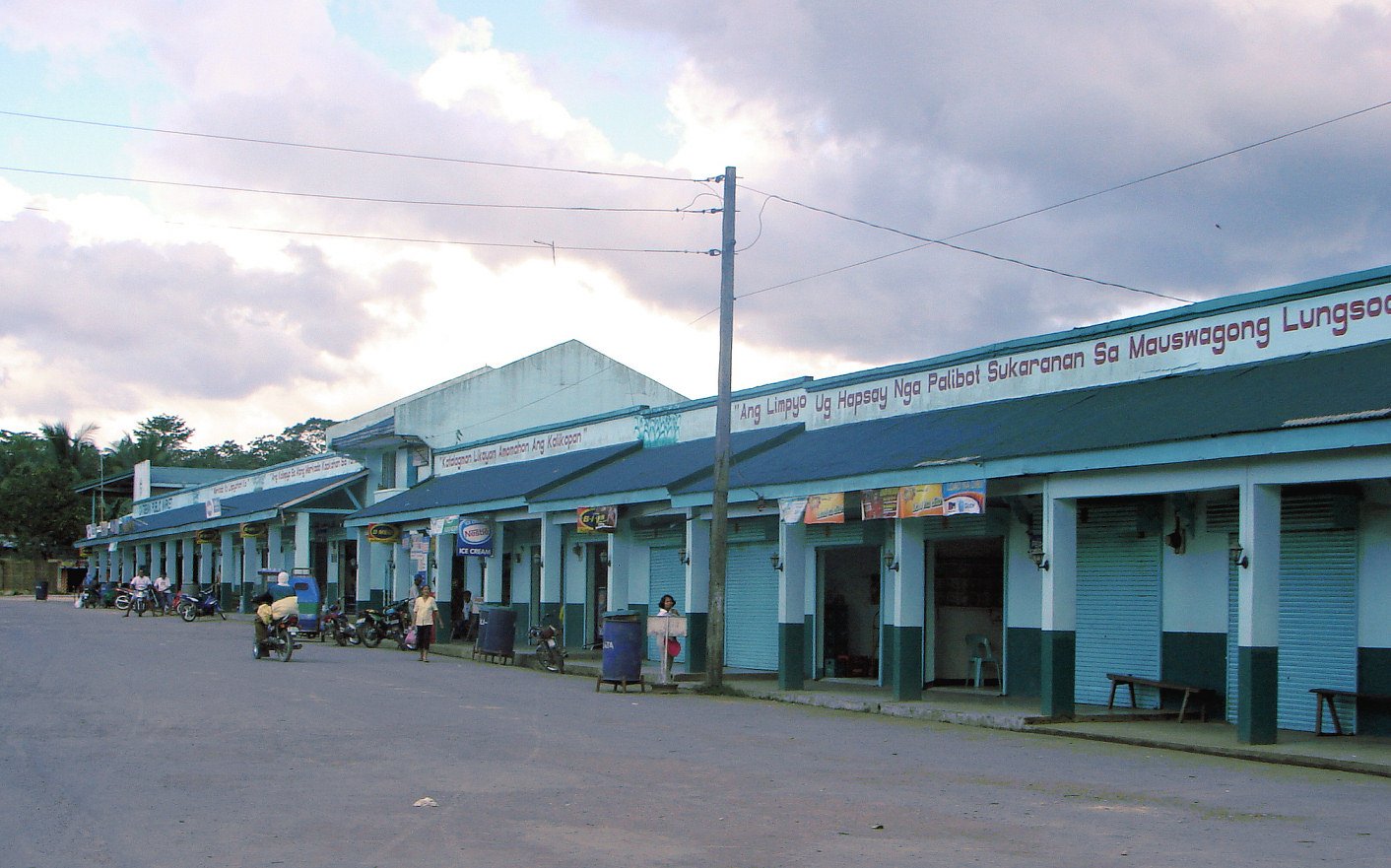